# Сушкин, Николай Гаврилович
Николай Гаврилович Сушкин (род. 1911) — изобретатель, профессор кафедры физики Московского энергетического института. Создатель первого малогабаритного электронного микроскопа в СССР. Был главой электронно-микроскопической лаборатории на кафедре физики МЭИ. Участник Великой Отечественной войны.

## Биография
Николай Гаврилович Сушкин для получения высшего образования поступил в Московский энергетический институт. 15 октября 1936 года Николай Сушкин, в период работы над своим дипломным проектом, создал первый советский электронный микроскоп и продемонстрировал его в действии на кафедре электронных приборов Московского энергетического института. Об этом событии делал публикацию журнал «Энергетик».
В 1940 году Николай Гаврилович Сушкин стал выпускником Московского энергетического института. Он окончил аспирантуру под руководством А. П. Иванова.
После того, как Николай Сушкин в 1944 году был демобилизован из армии, он выполнил свои первые исследования в области электронно-лучевого нагрева. Он стал соавтором проведения опыта по дифракции отдельных электронов. Этот опыт получил название опыта Бибермана-Сушкина-Фабриканта, потому что был проведен совместно с Л. М. Биберманом и В. А. Фабрикантом в 1949 году на кафедре МЭИ. Результатом этого эксперимента стало появление доказательства наличия волновых свойств у отдельной частицы. Об этом эксперименте написано в монографиях и учебниках.
Николай Гаврилович Сушкин возглавлял электронно-микроскопическую лабораторию на кафедре физики МЭИ, впоследствии стал профессором кафедры физики Московского энергетического института.
В 1949 году в Москве издательством «Советская наука» была опубликована его книга «Электронный микроскоп».